# Euskadi (Radsportteam)
Euskadi war ein baskisches Radsportteam mit Sitz in Bilbao.

## Organisation
Die Mannschaft wurde 2005 unter dem Namen Orbea  gegründet und besaß bis zum Ablauf der Saison eine UCI-Lizenz als Continental Team. Sie nahm hauptsächlich an Rennen der UCI Europe Tour teil. Manager des Teams war Miguel Madariaga. Namenssponsor war bis zur Saison 2012 der Fahrradhersteller Orbea, der in der Vergangenheit schon mehrere Radsportteams unterstützte, die seinen Namen trugen. Die erste lizenzierte Mannschaft wurde 1932 gegründet. Seit 2013 hieß das Team Euskadi (baskisch für Baskenland).
Das Team galt als Farmteam der zum Ende der Saison aufgelösten Mannschaft Euskaltel-Euskadi, welche bis 2012 ebenso wie dieses Team von der Fundación Ciclista de Euskadi (span.: Radsportstiftung Euskadi) betrieben wurde.

## Saison 2014

### Erfolge in der UCI Europe Tour
Bei den Rennen der UCI Europe Tour im Jahr 2014 gelangen dem Team nachstehende Erfolge.
| Datum          | Rennen                          | Kat. | Fahrer         |
| -------------- | ------------------------------- | ---- | -------------- |
| 26. – 30. März | Gesamtwertung Volta ao Alentejo | 2.2  | Carlos Barbero |
| 29. Mai        | 1. Etappe Tour de Gironde (MZF) | 2.2  | Euskadi        |
| 31. Juli       | Circuito de Getxo               | 1.1  | Carlos Barbero |

### Zugänge – Abgänge
| Zugänge           | Team 2013         | Abgänge           | Team 2014                 |
| ----------------- | ----------------- | ----------------- | ------------------------- |
| Jon Aberasturi    | Euskaltel Euskadi | Igor Merino       | Burgos-BH                 |
| Miguel Mínguez    | Euskaltel Euskadi | Mikel Bizkarra    | PinoRoad                  |
| Pablo Lechuga     | Cajamar           | Unai Iparraguirre | Start-Trigon Cycling Team |
| Víctor Etxeberria | Neoprofi          | Aritz Bagües      | Gipuzkoa                  |
| Beñat Txoperena   | Neoprofi          |                   |                           |

### Mannschaft
| Name                 | Geburtstag           | Nationalität | Team 2015                      |
| -------------------- | -------------------- | ------------ | ------------------------------ |
| Jon Aberasturi       | 28. März 1989        | Spanien      |                                |
| Mikel Aristi         | 28. Mai 1993         | Spanien      | Fundación Euskadi-EDP          |
| Carlos Barbero       | 29. April 1991       | Spanien      | Caja Rural-Seguros RGA         |
| Víctor Etxeberria    | 24. März 1993        | Spanien      | Caja Rural-Seguros RGA Amateur |
| Mikel Iturría        | 16. März 1992        | Spanien      | Fundación Euskadi-EDP          |
| Jon Larrinaga        | 20. November 1990    | Spanien      | GSC Blagnac VS31               |
| Pablo Lechuga        | 16. August 1990      | Spanien      |                                |
| Miguel Mínguez       | 30. August 1988      | Spanien      |                                |
| Haritz Orbe          | 18. Juli 1991        | Spanien      | Murias Taldea                  |
| Beñat Txoperena      | 8. Dezember 1991     | Spanien      | Murias Taldea                  |
| Ilart Zuazubiskar    | 29. April 1991       | Spanien      | Fundación Euskadi-EDP          |
| Stagiaires           | Stagiaires           | Nationalität | Nationalität                   |
| Jon Irisarri         | Jon Irisarri         | Spanien      | Spanien                        |
| Xavier San Sebastián | Xavier San Sebastián | Spanien      | Spanien                        |

## Saison 2009
Erfolge in der UCI Europe Tour 2009
| Datum   | Rennen                           | Kat. | Fahrer               |
| ------- | -------------------------------- | ---- | -------------------- |
| 3. Mai  | Subida al Naranco                | 1.1  | Romain Sicard        |
| 9. Mai  | 3. Etappe Tour du Haut Anjou     | 2.2U | Jónathan Castroviejo |
| 21. Mai | 1. Etappe Ronde de l’Isard (EZF) | 2.2U | Jónathan Castroviejo |
| 23. Mai | 3. Etappe Ronde de l’Isard       | 2.2U | Romain Sicard        |

## Platzierungen in UCI-Ranglisten
UCI Asia Tour
| Saison    | Mannschaftswertung | Fahrerwertung           |
| --------- | ------------------ | ----------------------- |
| 2009-2012 | -                  | -                       |
| 2013      | 33.                | Unai Iparraguirre (51.) |
| 2014      | 49.                | Jon Aberasturi (102.)   |

UCI Europe Tour
| Saison | Mannschaftswertung | Fahrerwertung         |
| ------ | ------------------ | --------------------- |
| 2009   | 39.                | Romain Sicard (22.)   |
| 2010   | 101.               | Mikel Landa (750.)    |
| 2011   | 58.                | Ricardo García (249.) |
| 2012   | 103.               | Jon Aberasturi (463.) |
| 2013   | 52.                | Carlos Barbero (201.) |
| 2014   | 37.                | Carlos Barbero (35.)  |